# مارک شیلد
مارک شیلد (زادهٔ ۲ سپتامبر ۱۹۷۳) یک داور سابق فوتبال استرالیایی است که بین سال‌های ۲۰۰۵ تا ۱۹۹۵ در سطح برتر فوتبال استرالیا قضاوت کرد. شیلد بین سال‌های ۲۰۰۸ تا ۱۹۹۹ در فهرست داوران فیفا قرار داشت و قضاوت مسابقات فینال جام جهانی ۲۰۰۶ و ۲۰۰۲ را بر عهده داشت. او فینال لیگ قهرمانان آسیا ۲۰۰۶ و جام ملت های آسیا ۲۰۰۷ را قضاوت کرد. پس از بازنشستگی به عنوان مدیر داوران کشورش مشغول به کار شد.